# Oligotrophus nezu
Oligotrophus nezu är en tvåvingeart som beskrevs av Kikuti 1940. Oligotrophus nezu ingår i släktet Oligotrophus och familjen gallmyggor. Inga underarter finns listade i Catalogue of Life.